# Наркокартель
Наркокартель — будь-яка злочинна організація, що здійснює операції з торгівлі наркотиками. Рівень коливається від слабко керованих угод між різними наркоторговцями до формалізованих комерційних підприємств. Цей термін почали застосовувати, коли найбільші організації з постачання наркотиків домовилися про координацію виробництва та розповсюдження кокаїну. Після розірвання цих угоди наркокартелі вже не були власне картелями, але термін набув популярності і зараз широко використовується для позначення будь-якої організації, пов'язаної з торгівлею наркотиками.

## Структура наркокартелю
Наркокартель зазвичай має наступну структуру:
- Соколи (ісп. Halcones): вважаються «очима і вухами» вулиць, «соколи» — найнижчий ранг у будь-якому наркокартелі. Вони несуть відповідальність за нагляд за діяльністю поліції, військових та груп суперників[1].
- Вбивці (Сікаріо) (ісп. Sicarios): Озброєна група в наркокартелі, відповідальна за проведення вбивств, викрадень людей, крадіжок, вимагань, кришування, і захист територій впливу наркокартелю від конкуруючих груп і військових[2][3].
- Лейтенанти (ісп. Tenientes): друга за рангом посада в організації наркокартеля, відповідальні за нагляд за сікаріо та соколами на власній території. Їм дозволено здійснювати низькопрофільні вбивства без дозволу їхніх начальників[4].
- Наркобарони (ісп. Capos): найвища посада в будь-якому наркокартелі, відповідальні за нагляд за всією галуззю наркоторгівлі, призначають відповідальних на територіях впливу, створюють альянси та планують гучні вбивства[5].

В структурі наркокартелю існують й інші групи. Наприклад, виробники та постачальники наркотиків, перевізники наркотиків, в тому числі за допомогою малих підводних човнів, хоча вони і не враховуються в основній структурі. Критичні керуючі, фінансисти та ті, що займаються відмиванням грошей — є вкрай важливими для будь-якого наркокартелю, при цьому, постачальники зброї також не вважаються логістичною частиною картелю.

## Відомі наркокартелі

### Колумбія

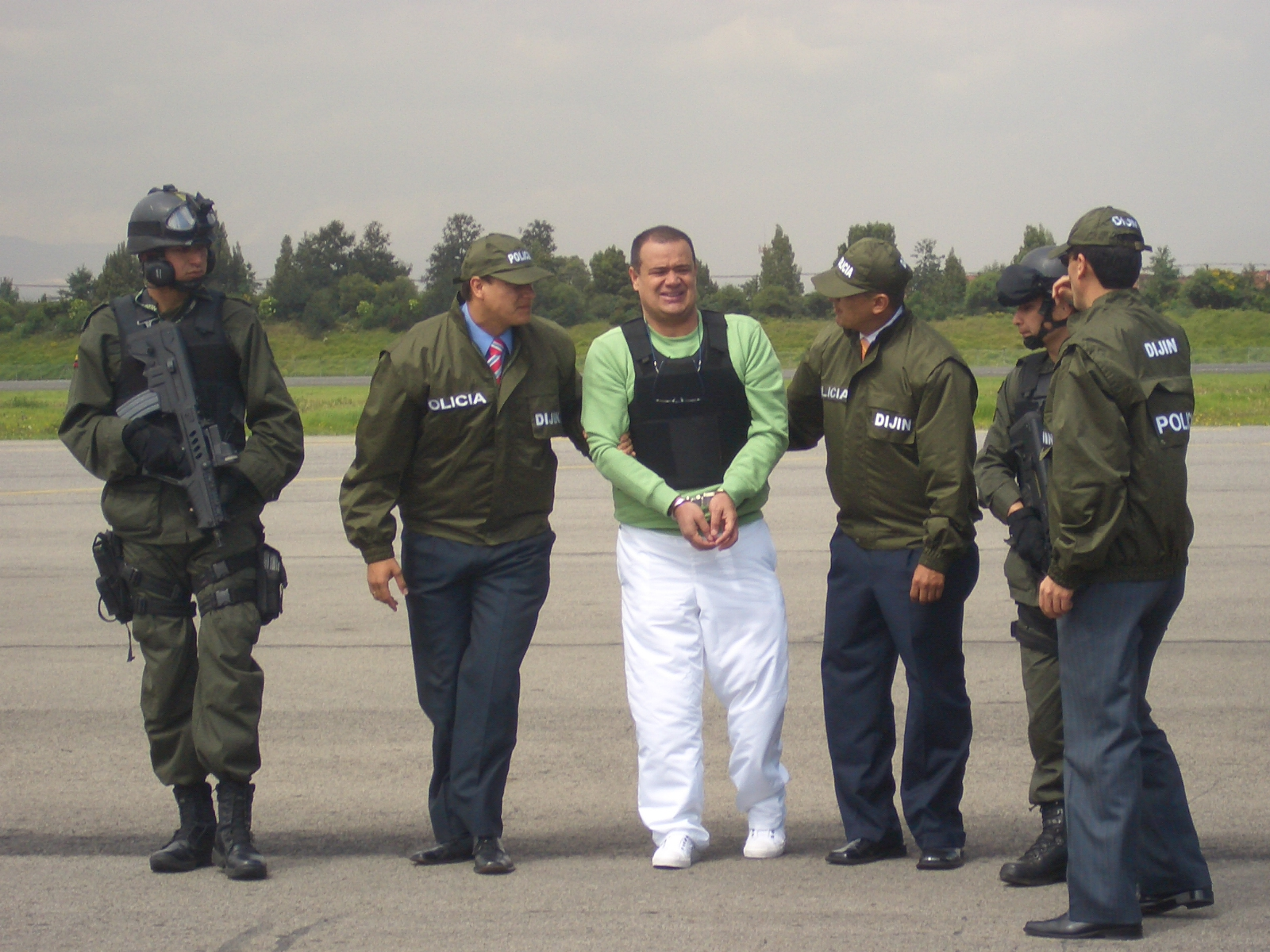
Арешт одного з лідерів Картелю Північної долини Національною поліцією Колумбії

До 2011 року Колумбія залишалась світовим лідером з виробництва кокаїна, однак у зв'язку з потужною стратегією держави по боротьбі з наркотиками в 2012 році кількість виробленого в країні кокаїну істотно впала, а країна опустилась на третє місце у рейтингу виробників кокаїну у світі, поступившись Перу та Болівії. Незважаючи ні на що, рівень виробництва кокаїну в Колумбії сягнув свого історичного максимуму в 2017 році.
- Медельїнський картель (ісп. Cartel de Medellín) — колумбійский наркокартель, заснований Паблом Ескобаром в його рідному місті Медельїні. Існував з 1976 по 1993 рік.
- Картель Калі — колумбійский наркокартель з міста Калі, який займався незаконним обігом наркотиків та зброї, вимаганнями, відмиванням грошей, викраденнями людей, вбивствами. Існував з 1977 по 1998 рік.
- Картель Енвігадо (ісп. La Oficina de Envigado) — колумбійский наркокартель з міста Енвігадо.
- Картель Норте-дель-Вальє (ісп. Cártel del Norte del Valle) — колумбійский наркокартель, що головним чином здійснював діяльність в департементі на заході Колумбії Вальє-дель-Каука. Картель став відомий наприкінці 1990-х років, після розпаду Медельїнського картелю та картелю Калі.
- Лос Растрохос (ісп. Los Rastrojos) — колумбійский наркокартель, що був створений одним з ватажків картелю Норте-дель-Вальє Вілбером Варелою та одним з лідерів ультраправих угрупувань Дієго Растрохо.
- Чорні орли (ісп. Águilas Negras) — назва, що вживається для позначення ряду неформальних збройних формувань в Колумбії, які беруть участь у виробництві та продажі наркотиків.
- Клан дель Гольфо (ісп. Clan del Golfo) — колумбійський наркокартель, який вважається найпотужнішим злочинним угрупованням в Колумбії та налічує близько 3000 членів.

### Мексика

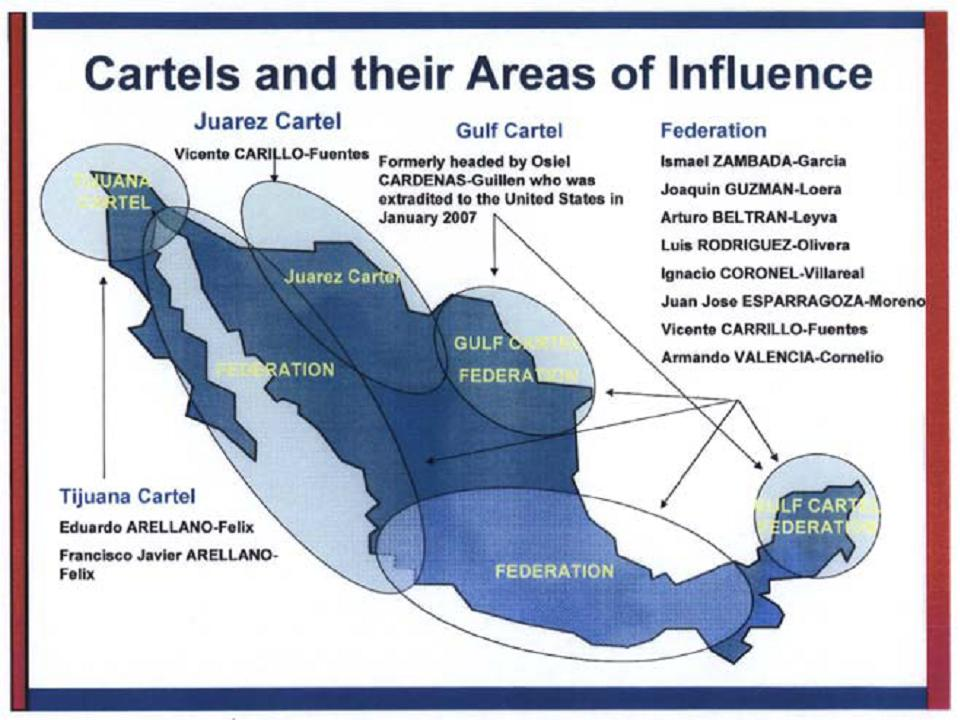
Зони впливу мексиканських наркокартелів

Мексиканські картелі (в Мексиці також відомі як: Ла Мафія (ісп. La Mafia) (мафія), Ла Манья (ісп. La Maña) (майстерність / погані манери), Наркотрафікантес (ісп. Narcotraficantes), або Наркос (ісп. Narcos)), як правило, окремі конкуруючі злочинні організації, проти яких уряд Мексики веде боротьбу в Нарковійні
(Список відсортований за галузями та спадщиною):
- Картель дель Гольфо (ісп. Cártel del Golfo) (найстаріший мексиканський кримінальний синдикат, започаткований в часи дії Сухого закону)
  - Лос Сетас (ісп. Los Zetas або Cártel de Los Zetas) (Раніше частина Картелю дель Гольфо, тепер незалежна)
  - Ла Фамілія Мічоакана (ісп. La Familia Michoacana) (Раніше відгалуження Картелю дель Гольфо, що згодом стала незалежною)[15][16]
  - Картель Тамплієрів (ісп. Los Caballeros Templarios) (відколовся від Ла Фамілія Мічоакана)[17]
- Картель Гвадалахари (ісп. Cártel de Guadalajara) (перший повноцінний мексиканський наркокартель, від якого було започатковано багато мексиканських картелів) (розпущений у 1989 році)
- Картель Сіналоа  (ісп. Sinaloa Cártel) (походить від Картелю Гвадалахари)
  - Картель Коліма (ісп. Colima Cártel) (розформований, колишні члени тепер є відгалуженням Картелю Сіналоа)[18]
  - Картель Сонора (ісп. Sonora Cártel) (розформований у 1989 році, його залишки приєдналися до Картелю Сіналоа)
  - Артістас Асесінос (ісп. Artistas Asesinos) (загін найманих вбивць)[19]
  - Генте Нуева (ісп. Gente Nueva) (осередок Картелю Сіналоа в Чихуахуа)[20] (Розформований)
  - Лос Антракс (ісп. Los Ántrax) (воєнізований загін) Тунель для торгівлі наркотиками під американсько-мексиканським кордоном, який використовує картель Сіналоа

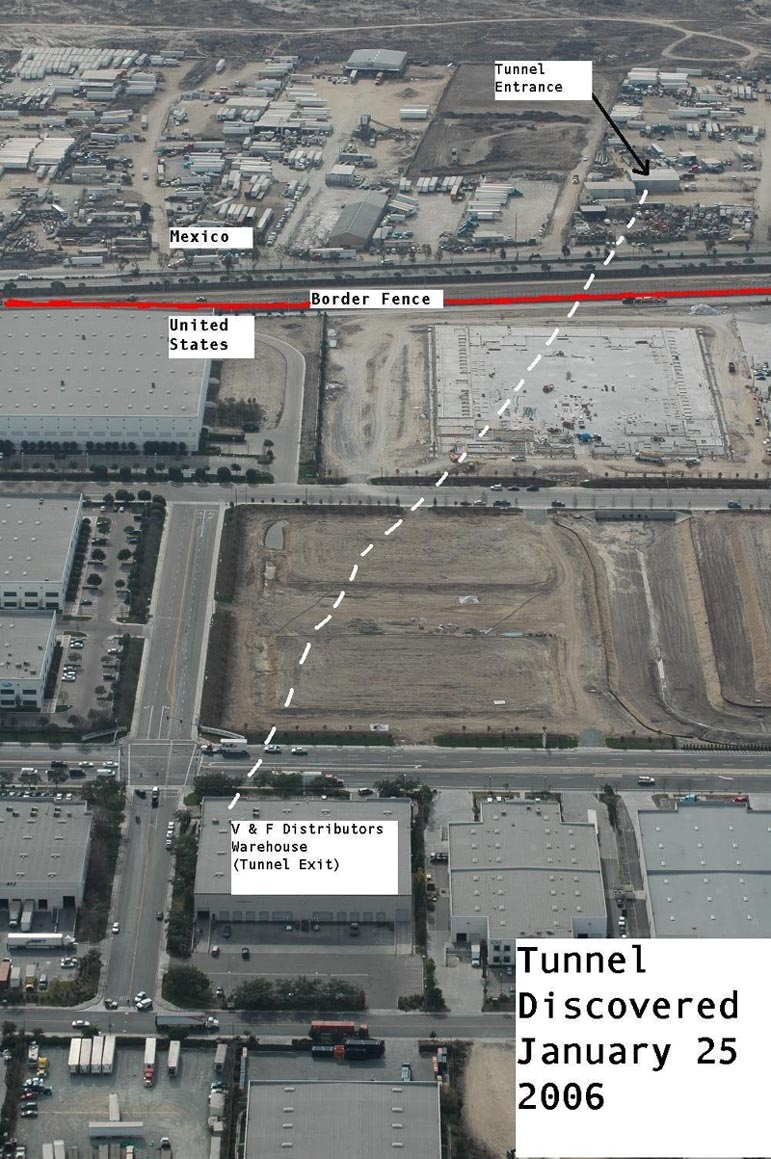
Тунель для торгівлі наркотиками під американсько-мексиканським кордоном, який використовує картель Сіналоа

- Картель Міленіо  (ісп. Milenio Cártel) (Спочатку лояльний до федерації Картелю Сіналоа, пізніше незалежний) (Розформований)
  - Ла Ресістенція (ісп. La Resistencia)[21] (відокремився від Картелю Міленіо) (Розформований)
  - Картель нового покоління Халіско (ісп. Jalisco New Generation Cártel)[22] (Незалежні залишки Картелю Міленіо)
- Картель Белтран-Лейва (ісп. Beltrán-Leyva Cártel) (Раніше входив до федерації Картелю Сіналоа, згодом незалежний) (Розформований)
  - Лос Негрос (ісп. Los Negros) (воєнізований загін Белтран-Лейви) (розформований)
  - Картель південного тихоокеанського узбережжя (ісп. Cártel del Pacífico Sur) (відгалуження Картелю Бельтран-Лейва в Морелосі)[23][24][25]  Вбивства, пов'язані з Нарковійною в Мексиці, 2006—2011 

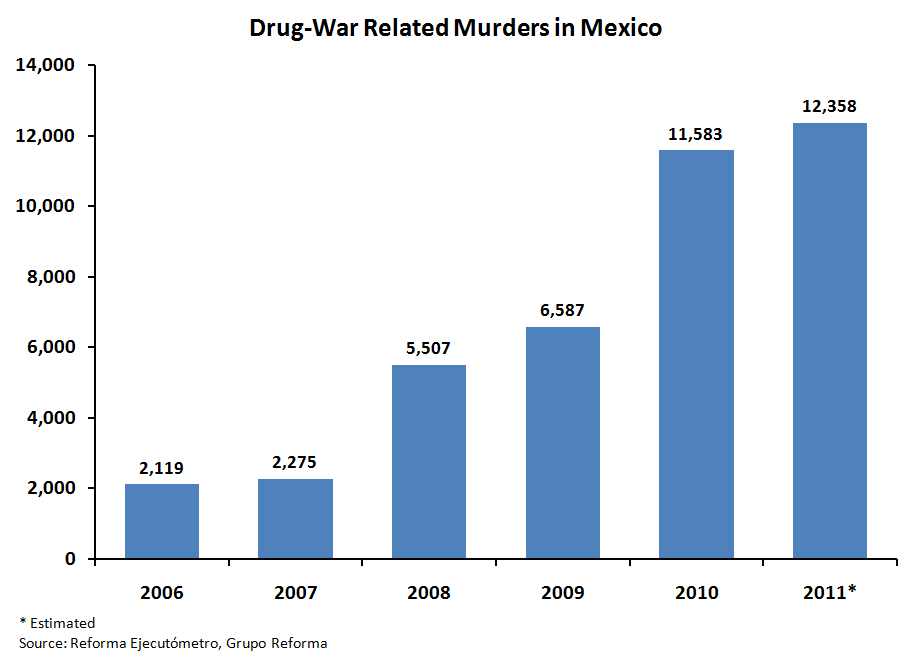
Вбивства, пов'язані з Нарковійною в Мексиці, 2006—2011

  - Картель дель Центро (ісп. Cártel del Centro)[26] (осередок Картелю Бельтран-Лейва в Мехіко) (розформований)
  - Картель Індепендієнте де Акапулько (ісп. Cártel Independiente de Acapulco)[27] (відгалуження від Картелю Бельтран-Лейва)
  - Ла Барредора (ісп. La Barredora) (банда)[28]
  - Ель Командо Дель Діабло (ісп. El Comando Del Diablo) (банда)[29] (загін найманих вбивць з Ла Барредори)[30] (Розформований)
  - Ла Мано Кон Охос (ісп. La Mano Con Ojos) (банда)[31] (невеликий осередок членів Beltran-Leyva в штаті Мексика) (розформовано  )
  - Ла Нуєва Адміністціон (ісп. La Nueva Administción)[32] (відгалуження картелю Бельтран-Лейва) (розформовано)
  - Ла Офіціна (ісп. La Oficina) (банда)[33] (осередок картелі Бельтран-Лейва в Агуаскальєнте) (розформовано  )
  - Картель де ла Сьєрра (Cártel de la Sierra) (осередок у Герреро)[34][35]
  - Картель де ла Кальє (ісп. Cártel de La Calle) (осередок у Чіапасі)[36][37]
  - Лос Чачос (ісп. Los Chachos) (банда в Тамауліпасі) (розформована)[38][39]
- Тіхуанський картель (ісп. Cártel de Tijuana) (походить від картелю Гвадалахари)
  - Оаксака Картель або Картель Діас-Парада (ісп. Cártel de Oaxaca або Díaz-Parada cartel) (Був відділенням розформованої Картелі Тіхуани; її регіональний лідер був захоплений у 2007 році)
- Картель Хуаресу (ісп. Cártel de Juárez) (походить від картелю Гвадалахари)
  - Ла Лінеа (ісп. La Línea) (воєнизований загін Картелю Хуаресу)
  - Барріо Ацтека (ісп. Barrio Azteca) (вулична банда США)[40] (союзники Ла Лінеа)  Ель-Азул — мексиканський наркобарон. Колишній агент секретної поліції Мексики.

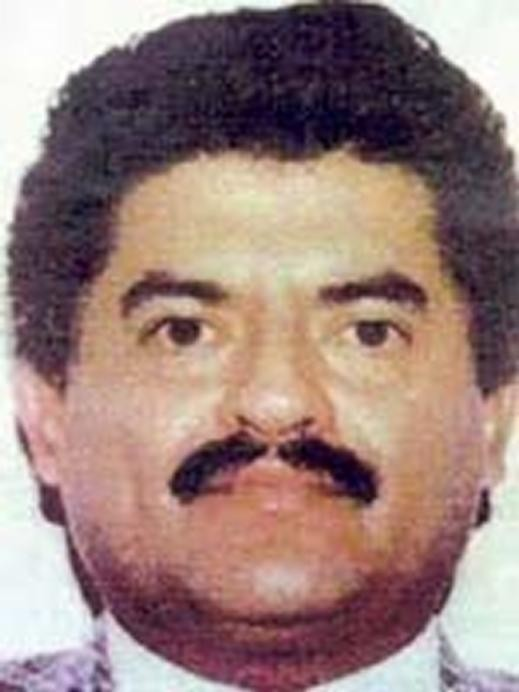
Ель-Азул — мексиканський наркобарон. Колишній агент секретної поліції Мексики.

- Меньш відомі злочинні організації :
  - Лос Мехікас (ісп. Los Mexicles) (вулична банда США)[41]
  - Лос Техас (ісп. Los Texas) (вулична банда) (розформована)[42]
- Державні чиновники та інші організації, які брали участь у торгівлі наркотиками або торгівлі наркотиками в Мексиці (це не обов'язково стосується всієї установи):
  - Мексиканські чиновники:
    - Муніципальні, штатні та федеральні сили поліції Мексики[43][44]
    - Збройні сили Мексики (армія і флот[45][46][47][48][49][50])
    - Міжнародний аеропорт Мехіко[51]
    - Тіхуана (футбольний клуб)[52][53]

  - Чиновники США:
    - Федеральне бюро розслідувань (ФБР)[54]
    - Техаська національна гвардія
    - Прикордонно-митна служба США[55][56]
    - Служба імміграції та натуралізації США